# Doby János
Doby János (Hajdúdorog, 1925. – 2003.) magyar költő. 

## Életpályája
Doby János 1925-ben született Hajdúdorogon. Írásai 1944-től jelentek meg többek között a Magyarok, Magyar Múzsa, Művelt Nép, Kortárs, Élet és Irodalom című lapokban. 1945-ben a szovjet katonák az utcán fogták el, három évi fogság után térhetett haza. 1948-ban jelent meg saját kiadású verseskötete. 1968 nyarán Jugoszlávián keresztül Svájcba menekült.
Az Új Látóhatár közölt tőle verseket.

## Könyv
- Szikrányi öröklét. Válogatott versek; utószó Szirtes Gábor; Pro Pannonia, Pécs, 2000 (Pannónia könyvek)